# Armando Broja
Armando Broja, född 10 september 2001 i Slough, England, är en engelsk-albansk fotbollsspelare som spelar för Burnley. Han representerar även det albanska landslaget.

## Klubbkarriär

### Chelsea
Den 26 februari 2020 skrev Broja på sitt första senioravtal med Chelsea, ett tvåårskontrakt. Den 8 mars 2020 debuterade han i Premier League i en 4–0-vinst över Everton, där han blev inbytt i den 86:e minuten mot Olivier Giroud.
Den 18 juli 2021 skrev Broja på ett nytt femårskontrakt med klubben.
Den 2 september 2022 skrev Borja på ett nytt långtidskontrakt med Chelsea fram till 2028.

#### Vitesse (lån)
Den 21 augusti 2020 lånades Broja ut till Vitesse på ett låneavtal över säsongen 2020/2021. Han vann Vitesse´s interna skytteliga på 10 mål tillsammans med lagkamraten Loïs Openda säsongen 2020/21.

#### Southampton (lån)
Den 10 augusti 2021 lånades Broja ut till Southampton på ett låneavtal över säsongen 2021/2022. I sin debut den 25 augusti 2021 gjorde han två mål i en 8–0-vinst över League Two-klubben Newport County i den andra omgången av EFL Cup. Den 16 oktober 2021 gjorde han sitt första Premier League-mål någonsin, i en 1–0-vinst över Leeds United. Broja blev därmed den första spelaren från Albanien att göra mål i Premier League.

#### Fulham (lån)
Den 1 februari 2024 lånades Broja ut till Fulham på ett låneavtal utan köpoption över vårsäsongen 2024.

#### Everton (lån)
Den 30 augusti 2024 lånades Broja ut till Everton på ett säsongslån med köpoption.

## Landslagskarriär
Broja debuterade för Albaniens landslag den 7 september 2020 i en 1–0-förlust hemma mot Litauen.

## Privatliv
Broja föddes i Slough, England till albanska föräldrar från Malësi e Madhe i Albanien.